# Grupo 23 de Septiembre
El Grupo 23 de Septiembre fue un grupo insurgente de México, integrado por miembros de la Juventud Comunista. Intentaron integrar sin éxito al guerrillero Lucio Cabañas. Y fueron el antecedente inmediato de la Liga Comunista 23 de Septiembre. Su nombre hace referencia al asalto al cuartel Madera efectuado el 23 de septiembre de 1965.